# Дзеркало струму

Найпростіше транзисторне струмове дзеркало

Дзе́ркало стру́му — керований струмом стабілізатор струму. Найчастіше вихідний струм дорівнює керуючому або відрізняється від нього в ціле число разів. Струмове дзеркало — це схема, призначена для копіювання струму через один активний пристрій (транзистор), контролюючи струм в іншому активному пристрої кола, зберігаючи постійний струм на виході, незалежно від навантаження.
«Копійований» струм може бути й іноді є змінним струмом. Концептуально, ідеальне струмове дзеркало — це просто ідеальний інвертучий операційний підсилювач, який також змінює напрямок струму, або це кероване струмом джерело струму. Дзеркало струму використовується для зміщення струмів і живлення активних навантажень в каскадах інтегральних схем. Струмові дзеркала на транзисторах надзвичайно широко використовуються в аналогових інтегральних схемах завдяки своїй простоті (потрібні всього два узгоджених транзистора) та ефективності. Струмові дзеркала зазвичай використовуються для того, щоб «скопіювати» один керуючий струм на безліч каскадів, і тим самим встановити їх режим по постійному струму.

## Реалізація схем струмових дзеркал

### Основна ідея
Біполярний транзистор може бути використаний як найпростіший перетворювач струму, але його коефіцієнт передачі сильно залежить від коливань температури, стійкості до бета-випромінювання і т. д. Для усунення цих небажаних перешкод струмове дзеркало складається з двох каскадно з'єднаних перетворювачів «струм — напруга» і "напруга — струм", розміщених при однакових умовах і які мають зворотні характеристики. Не обов'язково, щоб вони були лінійними, єдиною вимогою є їх «дзеркальність» (наприклад, в транзисторному струмовому дзеркалі нижче вони логарифмічні і експоненціальні). Як правило, використовуються два однакових перетворювача, один з яких віддзеркалюють за допомогою негативного зворотного зв'язку. Таким чином, струмове дзеркало складається з двох каскадних перетворювачів (перший — зворотний, і другий — прямий).

## Найпростіше транзисторне струмове дзеркало
Якщо прийняти напругу на переході база-емітер транзистора як вхідну величину і струм колектора прийняти за вихідну величину, то транзистор буде діяти як експоненційний перетворювач напруга-струм. Застосувавши негативний зворотний зв'язок (просто приєднавши базу до колектора), транзистор можна розглядати як «зворотний», і він буде діяти як протилежний логарифмічний перетворювач із струму в напругу; тепер він буде регулювати «вихідну» напругу база-емітер так, щоб подолати «вхідний» струм колектора.
Робота струмового дзеркала «програмується» шляхом завдання колекторного струму транзистора Q1. Напруга Uве для Q1 встановлюється відповідно до заданого струму, температури навколишнього середовища і типу транзистора. У результаті виявляється заданим режим схеми, і транзистор Q2, узгоджений з транзистором Q1 (краще всього використовувати монолітний здвоєний транзистор), передає у колектор такий же струм, що заданий на Q1. Невеликими базовими струмами можна знехтувати. Одна з переваг описаної схеми полягає в тому, що діапазон Vout — майже від 0 до Vcc за вирахуванням декількох десятих часток вольта, так як немає падіння напруги на емітерному резисторі. Крім того, у багатьох випадках зручно задавати струм за допомогою струму. Найлегше отримати керуючий струм Іref за допомогою резистора. У зв'язку з тим що емітерні переходи транзисторів являють собою діоди, падіння напруги на яких мале в порівнянні з Vcc (15 В), резистор 14,4 кОм формує керуючий, а отже і вихідний струм величиною 1 мА. Струмові дзеркала можна використовувати в тих випадках, коли в транзисторній схемі необхідно мати джерело струму. Їх широко використовують при проектуванні інтегральних схем, коли:
- під рукою є багато узгоджених транзисторів,
- розробник хоче створити схему, яка б працювала в широкому діапазоні живлячих напруг.

Існують навіть безрезисторні інтегральні операційні підсилювачі, в яких режимний струм всього підсилювача задається за допомогою зовнішнього резистора, а струми окремих внутрішніх підсилювальних каскадів формуються за допомогою струмових дзеркал.

## Недоліки струмових дзеркал, обумовлені ефектом Ерлі
Просте струмове дзеркало володіє одним недоліком: вихідний струм дещо змінюється при зміні вихідної напруги, тобто вихідний опір схеми не нескінченний. Це пов'язано з тим, що при заданому струмі транзистора Q1, напруга Uве злегка змінюється в залежності від колекторної напруги (прояв ефекту Ерлі); інакше кажучи, графік залежності колекторного струму від напруги між колектором і емітером при фіксованій напрузі між базою і емітером не є горизонтальною лініею. Практично струм може змінюватися приблизно на 25% в діапазоні стійкої роботи схеми. Якщо ж потрібне більш високоякісне джерело струму (найчастіше таких вимог не виникає), то в схему треба додати емітерні резистори. Емітерні резистори обираються таким чином, щоб падіння напруги на них становило кілька десятих часток вольта; така схема — набагато краще джерело струму, так як в ній зміни напруги Uве, обумовлені змінами напруги Uке, надають зневажливо малий вплив на вихідний струм. У цій схемі також слід використовувати узгоджені транзистори.

## Схема Уїлсона

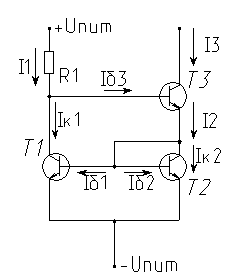
Струмове дзеркало Уїлсона

Просте струмове дзеркало має один істотний недолік — вихідний струм в деяких межах змінюється при зміні вихідної напруги, тобто вихідний опір такої схеми не нескінченний. При заданому струмі транзистора напруга UБЕ, а разом з ним і струм колектора, змінюється в залежності від колекторної напруги. Струмове дзеркало Уїлсона - це схема позбавлена від описаного вище недоліку і забезпечує високий ступінь стабільності вихідного струму. Транзистори T1 і T2 в цій схемі включені так само, як у звичайному струмовому дзеркалі, але завдяки транзистору T3 потенціал колектора фіксований і не впливає на вихідний струм.